# Васси (Верхняя Марна)
Васси́ — коммуна в департаменте Верхняя Марна на востоке Франции.
Коммуна известна главным образом тем, что в 1562 году она стала местом массовых убийств, которые ознаменовали начало религиозных войн во Франции.

## География

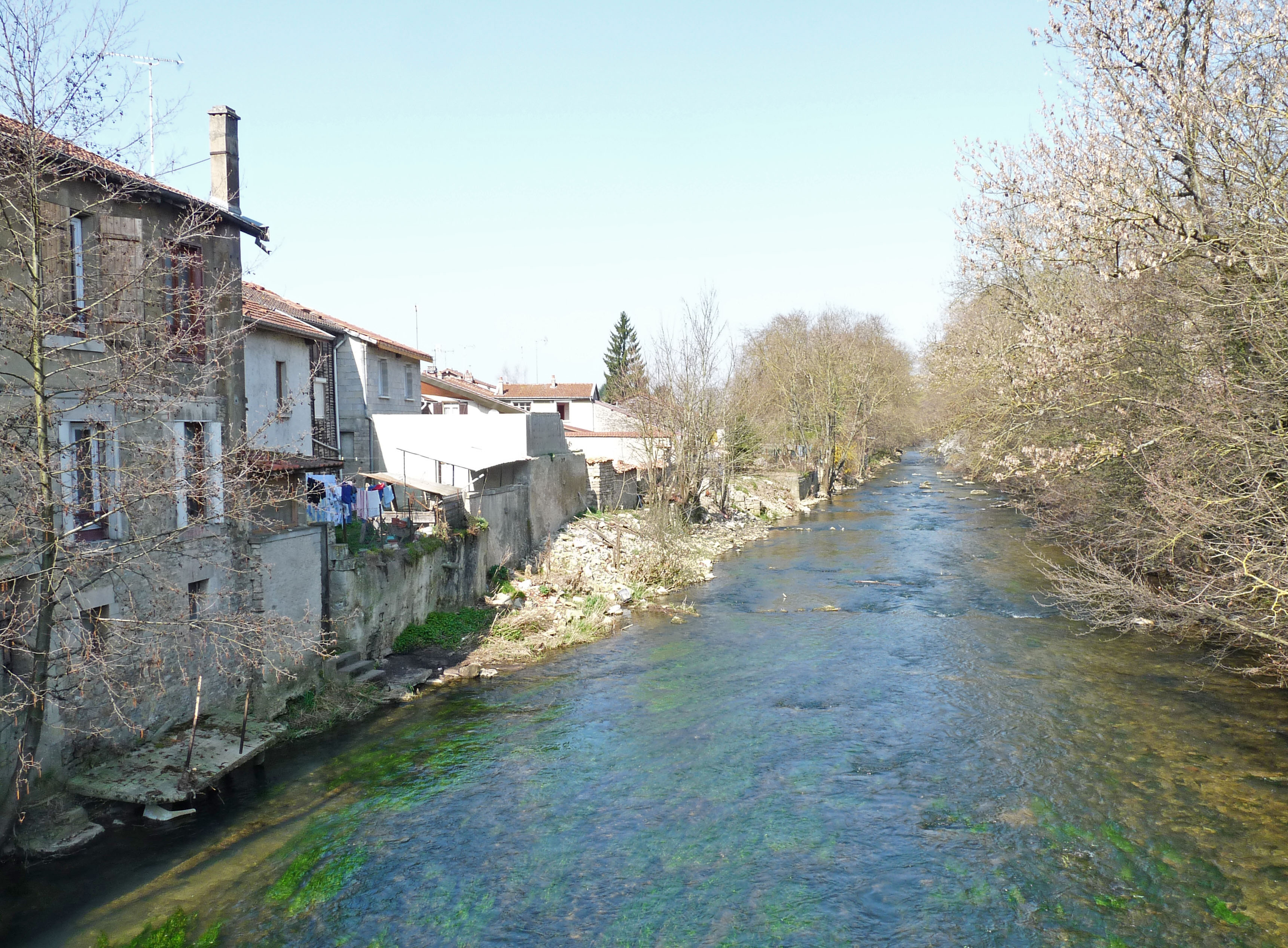
Дома на берегу реки Блез.

Васси расположен на Блезе, маленькой реке, впадающей в Марну. У Блеза есть свой источник в Жийянкуре, около Коломбе-ле-Дёз-Эглиз, который впадает в Марну около Арриньи, к северу от озера Дер-Шантекок (в древности Блез шел параллельно Марне, до Шалон-ан-Шампани).

## Топонимика
Применение древних имен Васси, Вассу, Вуасиус в конце античности, окружающих имен (Вал, Валледж, Во) заманчиво.
Первое появление названия Васси в письменном документе датируется 672 годом, в хартии Хильдерика II, которая предоставляла часть финансов этого города для основания аббатства Монтье-ан-Дер.

## История
Резня в Васси произошла 1 марта 1562 года. Герцог Франсуа де Гиз услышал протестантскую церемонию: около 500 протестантов присутствовали на богослужении в сарае, расположенном внутри ограды замка королевского дворца. Герцог, принц де Жуанвиль и лидер католической церкви, под предлогом, что этот тип собраний запрещен в городе, посылает своих вооруженных людей вытеснять протестантов. Верующие, собравшиеся для молитвы, рассматриваются как вооруженные мятежники, и двадцать три человека были убиты, а сто ранены.

## Политика и администрация
Поскольку число жителей по последней переписи составляет от 2500 до 3 499 человек, число членов городского совета составляет 234 человека.

## Территориальное управление
Васси — коммуна в департаменте Верхняя Марна, в округе Сен-Дизье. Департамент Васси насчитывал 8 166 жителей в переписи 1999 года.

## Города-побратимы
- Эппинген, Германия